# Le Pays des jouets
Pour les articles homonymes, voir Babes in Toyland.
Pour plus de détails, voir Fiche technique et Distribution.
Le Pays des jouets (Babes in Toyland) est un film musical américain de Jack Donohue, produit par Walt Disney Pictures et sorti en 1961. C'est la seconde adaptation cinématographique de l'opérette homonyme de Victor Herbert, la première datant de 1934 avec Laurel et Hardy. Néanmoins, elle reste inédite dans tous les pays francophones.
Le film se déroule au pays des comptines. Tom Piper est sur le point d'épouser Mary Contrary. La nuit précédant le mariage, le méchant Barnaby qui convoite lui aussi Mary, engage deux hommes, Gonzorgo et Roderigo, pour noyer Tom et voler les moutons de Mary qui sont sous la garde de Little Bo-Peep. Mais au lieu de le tuer, les malfrats vendent Tom aux gitans. Tom s'échappe et retrouve Mary, Bo-Peep et d'autres personnages traditionnels pour se rendre au Pays des jouets.

## Synopsis
Le film débute avec une marionnette nommée Sylvester J. Goose qui, suivi par Ma mère l'Oye, lève le rideau d'un castelet sur un décor de village : celui des Contes de ma mère l'Oye. Mère l'Oye brise le quatrième mur en invitant le spectateur à venir assister au mariage de Tom Piper et de Mary Contrary.
Alors que le village est en fête et met en place les préparatifs de la cérémonie nuptiale, le méchant Barnaby tente par tous les moyens de séparer les deux jeunes gens, dans l'unique but infâme de forcer Mary à l'épouser, et de mettre la main sur son immense fortune qu'elle vient d'hériter grâce également au moutons de de Bo-Peep la petite bergère. Barnaby, engage deux hommes de mains avides d'argent, Gonzorgo et Roderigo, et leur ordonne d'enlever Tom et de le jeter à la mer, après quoi il les récompense d'une prime importante. Les deux sbires se retrouvent en face le soir venu devant la maison de Mary Contrary ou cette dernière est raccompagnée par Tom, jusqu'à son domicile. A peine avoir quitté la maison de Mary, Tom se fait assommer par les deux voyous, mit dans un sac, et conduit à la mer. Cependant Gonzorgo constate qu'il y'a un camp de bohémiens juste à côté, et que ce serait une aubaine de revendre le jeune Tom aux gitans afin de percevoir plus, après la récompense de Barnaby, ce à quoi son complice Roderigo accepte.
Le lendemain la veille de la cérémonie, Barnaby vient rendre visite à Mary, Mère l'Oye et Sylvester. Alors que la présence de Barnaby semble indisposer les dites personnes dans la pièce, ils entendent  Gonzorgo et Roderigo déguisés en marin, annonçant la triste nouvelle à Mary que Tom a disparu en mer. Mary, bouleversée fond en larme, tandis que Barnaby en profite pour lui proposer sa main, mais Mary rétorque en disant que tant qu'il y'aura ses moutons, elle ne deviendra pas l'épouse de Barnaby. Mais au grand dam de tous y compris Mary, Bo-Peep arrive en pleure disant que ses moutons ont disparu, et sont allés en direction de la forêt d'où on ne revient jamais alors qu'elle ignore que ce sont Gonzorgo et Roderigo qui les ont enlevé sur ordre de Barnaby.
Mary, constatant qu'avec la hausse des factures, et que la perte de son business avec l'absence de ses moutons, va entrainer la saisi des meubles de son domicile, se voit dans l'obligation d'accepter la demande en mariage de Barnaby, ainsi la nouvelle fut annoncé à tout le village, cette nuit. Pour fêter cette nouvelle qui semble être un heureux évènement pour Barnaby, ce dernier convie les gitans pour divertir le village. Ce qui est coïncidant, c'est que ce sont les gitans que Gonzorgo et Roderigo, ont fréquenté et qui ont récupéré Tom, et justement, celui-ci ce travestit en vieille bohémienne du nom de Floretta et prétend jouer les diseuses de bonne aventures. Après avoir fait son numéro à Mary et à Barnaby en révélant que Tom est toujours vivant, et que les intentions de Barnaby sont infâmes, Tom retire son déguisement, et à la grande joie de revoir son fiancée, Mary se jette dans les bras de Tom, et tous les villageois l'entourent également. Barnaby, constate furieusement qu'il s'est fait doublé par ses hommes de main, et les sermonne avant d'échafauder un nouveau plan.
Pendant ce temps, Bo-Peep, accompagnée de quelques enfants du village, s'aventurent dangereusement dans la forêt d'où on ne revient jamais. Ils recherchent les moutons, de cette façon Mary n'épousera plus Barnaby s'ils sont retrouvés. Malheureusement les enfants ne tardent pas à s'égarer et se font cerner par les arbres qui les avertissent qu'ils ne pourront jamais ressortir d'ici. Les cris des enfants attirent Mary et Tom, qui justement sont partis à leur recherche après avoir pris connaissance de leur fugue. Ainsi, ils les retrouvent et restent près d'eux pour la nuit. Le lendemain matin, les arbres les  conduits vers le pays des jouets pour être reçu par le fabricant de jouet, qui est le maire, le commissaire, le juge, et incarnant d'autre personnalité de la fonction publique. Ce que Tom et Mary ignorent, c'est qu'ils sont suivis par Barnaby et ses hommes de mains.
Arrivé au pays des jouets, les voyageurs se rapprochent de l'usine où ils assistent au travail du fabricant et de son assistant Grumio, alors que ce dernier vient de créer une machine pour fabriquer les jouets plus rapidement. Mais le fabricant enclenche la machine sur vitesse très rapide, ce qui ne manque pas de dérégler la machine et de la faire exploser. Le fabricant désespéré, craint qu'il ne pourra pas remplir son quota avant les fêtes de Noël et qu'il ne pourra pas livrer ses jouets à temps. Mais Mary et Tom ainsi que les enfants interviennent et proposent leur aide au fabricant, ce à quoi ce dernier accepte. Voyant l'efficacité des jeunes gens, travaillant à la chaine, le délai est sauvé, ainsi Noël pourra avoir lieu.
La nuit venue, les enfants sont endormis, tandis que Tom et Mary, toujours éveillés, se retrouvent tous les deux en toute intimité. Mais cette ambiance romantique fut brisé par l'irruption de Grumio, qui vient présenter au fabricant sa nouvelle invention, un pistolet pour réduire les objets à la taille d'un jouet. Le fabricant n'en voyant aucune utilité, s'en débarrasse, mais malheureusement tombe entre les mains de Barnaby. Ce dernier l'utilise pour miniaturiser le fabricant, Tom, ainsi que ses deux hommes de mains, Gonzorgo et Roderigo, qui ont tenté d'arrêter le vil Barnaby après avoir découvert l'horreur de ce projet terrifiant.
Barnaby oblige Mary à l'épouser, dans le cas où elle refuse, Barnaby zappera Tom, celui-ci étant déjà miniaturisé, ce qui le conduira à être complètement détruit. Mary n'ayant pas le choix, accepte, tandis que le fabricant, est dans l'obligation de les marier. Le fabricant fait tout son possible pour retarder la cérémonie avec divers incidents futiles, pour permettre à Tom de se défaire de ses liens, avec l'aide de Gonzorgo et de Roderigo, et d'aller chercher de l'aide. Tom réunit tous les jouets de l'usine, pour se joindre à la bataille consistant à vaincre Barnaby et à libérer Mary et les autres prisonniers. Alors que le film arrive à son point culminant, Barnaby décide de zapper une deuxième fois Tom, mais Mary détruit le pistolet rétrécissant ce qui affecte Barnaby au point de le miniaturiser, et obligé d'affronter Tom dans un combat à l'épée. Barnaby est vaincu, après s'être enfermé dans une boîte pour ne plus en ressortir, tandis que Tom et ses amis retrouvent leur tailles normales grâce aux effets du pistolet agrandisseur de Grumio qui inverse le processus de rétrécissement.
De retour au village de Ma Mère l'Oye, Tom et Mary se marient enfin, et partent en lune de miel sous la neige, tandis que les villageois leur disent au revoir.

## Fiche technique
- Titre original : Babes in Toyland
- Titre français : Le Pays des jouets
- Réalisation : Jack Donohue, assisté de Austen Jewell
- Scénario : Ward Kimball, Joe Rinaldi et Lowell S. Hawley d'après l'opérette de Glen MacDonough et Anna Alice Chapin[NB 1]
- Lyrics : Mel Leven[NB 2]
- Musique :  George Bruns d'après la musique originale de Victor Herbert[NB 3]
  - Orchestrations : Franklyn Marks
  - Arrangements vocaux : Jud Conlon
  - Direction musicale : George Bruns
- Chorégraphie : Tom Mahoney
- Direction artistique : Carroll Clark, Marvin Aubrey Davis ; Kendall O'Connor
- Décors : Hal Gausman, Emile Kuri
- Costumes : Bill Thomas
- Maquillages : Pat McNalley
- Coiffures : Ruth Sandifer
- Photographie : Edward Colman
- Effets visuels : Jim Fetherolf (artiste matte), Joshua Meador (effets d'animation)
- Effets spéciaux : Eustace Lycett, Robert A. Mattey
- Son : Robert O. Cook
- Montage : Robert Stafford (image) ;  Evelyn Kennedy (son)
- Producteur : Walt Disney, Lou Debney (exécutif)
- Directeur de production : Arthur J. Vitarelli
- Société de production : Walt Disney Productions
- Pays d'origine : États-Unis
- Langue : anglais
- Format : Couleurs - 35 mm - 1,75:1 - Mono
- Genre : film musical, comédie et fantastique
- Durée : 106 minutes
- Dates de sortie :
  - États-Unis : 14 décembre 1961[2]
  - France : 20 novembre 1962

Sauf mention contraire, les informations proviennent des sources suivantes : Leonard Maltin, IMDb

## Distribution
- Ray Bolger : Barnaby
- Tommy Sands : Tom Piper
- Annette Funicello : Mary Contrary
- Ed Wynn : Toymaker
- Tommy Kirk : Grumio
- Kevin Corcoran : Boy Blue
- Henry Calvin : Gonzago
- Gene Sheldon : Roderigo
- Mary McCarty : Mother Goose (Ma mère l'Oye)
- Ann Jillian : Bo-Peep
- Brian Corcoran : Willie Winkie
- Marilee et Melanie Arnold : Twins (les jumelles)
- Jerry Glenn : Simple Simon
- John Perri : Jack-Be-Nimble
- David Pinson : Bobby Shaftoe
- Bryan Russell : The Little Boy
- James Martin : Jack
- Ilana Dowding : Jill

Source : Leonard Maltin, Dave Smith et IMDb

## Chansons du film
- Mother Goose Village and Lemonade - Chœurs
- We Won't Be Happy Till We Get It - Barnaby, Gonzago et Roderigo
- Just a Whisper Away - Tom et Mary
- Slowly He Sank to The Bottom of the Sea - Gonzago
- Castle in Spain - Barnaby
- Never Mind, Bo-Peep - Bo-Peep
- I Can't Do the Sum - Mary
- Floretta - Tom et chœurs
- Forest of No Return - Chœurs
- Go To Sleep - Tom, Mary et les enfants
- Toyland - Tom, Mary, les enfants et les arbres
- Workshop Song - Toymaker, Tom, Mary et les enfants
- Just a Toy - Tom et Mary
- Tom and Mary - Chœurs
- We Won't Be Happy Till We Get It (reprise) - Gonzago

## Origine et production
Ce film est une version en couleurs produite par les studios Disney du classique de Victor Herbert Babes in Toyland, opérette créée en 1903 et déjà adaptée au cinéma en 1934 par Hal Roach avec Laurel et Hardy sous le nom Un jour une bergère. Début 1961, Walt Disney décide d'adapter la comédie musicale avec des acteurs et non en animation, acteurs de l'écurie Disney dont ceux du Mickey Mouse Club. Annette Funicello a participé à plusieurs films Disney dont Quelle vie de chien ! (1959), Les Mésaventures de Merlin Jones (1964) et Un neveu studieux (1965).

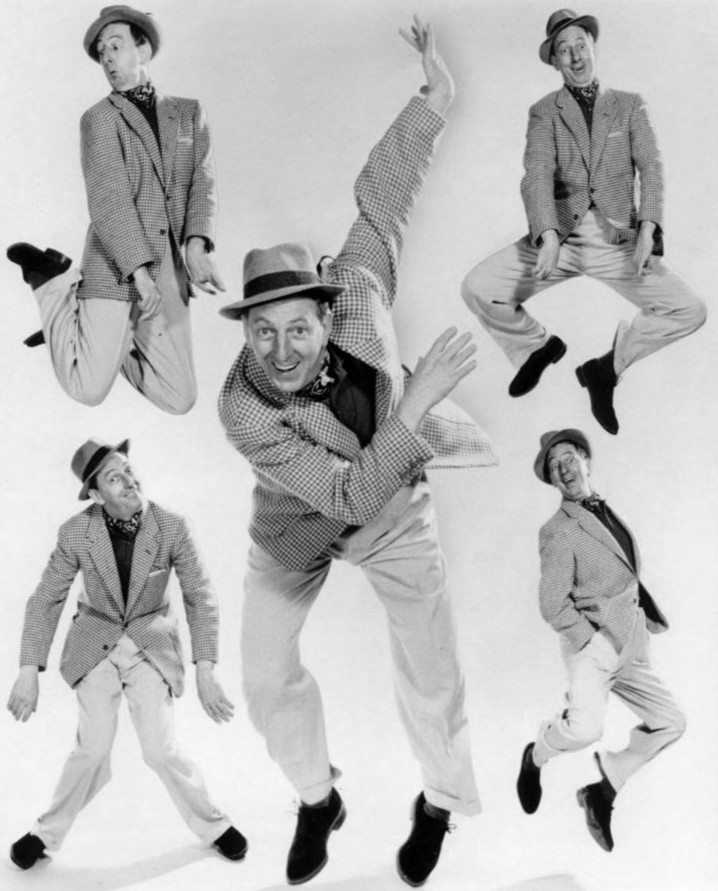
Ray Bolger dans une publicité de 1963

La production est proche du désastre dès le début avec le choix du réalisateur David Swift, choisi par Walt Disney qui quitte le studio. Une polémique enfle durant la production sur le fait que des personnes du studio chercheraient à débaucher une actrice de Warner Bros. pour le rôle-titre chantant, Annette Funicello n'aurait pas été capable de chanter les chansons de Victor Herbert. La composition musicale est plus proche de la marche et l'équipe scénario du département animation employée pour développer le film sème la pagaille au point que Lowell Hawley le scénariste de Zorro est appelé en renfort pour rendre le scénario cohérent. Durant le tournage le réalisateur Jack Donohue essaye d'apprendre à Ray Bolger comment danser, alors qu'il est un danseur de vaudeville depuis le milieu des années 1920.
Lors de la diffusion finale en interne l'ensemble de l'équipe de direction reste muet et Walt Disney déclare que le studio ne sait peut-être pas faire des comédies musicales.

## Sortie et accueil
Le 17 décembre 1961, l'émission Walt Disney Presents (sur ABC) est consacrée à la promotion du film avec un documentaire intitulé Backstage Party,,. Cette publicité, conjuguée avec une sortie pour les fêtes de Noël n'a pourtant pas été profitable au film qui n'a rapporté que 4,6 millions USD, soit moitié moins que Quelle vie de chien ! (1959). Jimmy Johnson évoque des mauvaises critiques et un box-office décevant malgré le fait que le film soit la grosse production du studio pour le Noël 1961, accompagnée de l'habituelle énorme campagne promotionnelle Disney. Des éléments du décor ont été reconstruits pour être présentés dans le parc Disneyland de Californie dans le Main Street Opera House de 1961 à 1963 et qui accueille désormais l'attraction Great Moments with Mr. Lincoln,.
Les critiques pointent également les faiblesses du film. Variety écrit qu'il est « formidable pour les enfants mais [que] certains spectateurs plus âgés seront affligés de constater que le pittoresque et charmant Toyland a été transformé en un Fantasyland relativement criard et mécanique ; c'est plutôt Babes à Disneyland ». Pour Time, Babes in Toyland est « un merveilleux divertissement pour les enfants de moins de cinq ans, [les autres] étant invités à prendre des cours de remise à niveau en langage bébé chez Berlitz ». Pour Paul V. Beckley du New York Herald Tribune, « le film ressemble à un glaçage sans gâteau en dessous ».
Le film a été diffusé une seconde fois dans l'émission The Wonderful World of Disney en deux parties les 11 et 18 janvier 1970 sur NBC. le film a été édité en vidéo en 1982.

## Analyse
Dans les années 1960, le studio Disney produit de nombreux films dont certains sont des films de niches comme l'aventure avec Les Enfants du capitaine Grant (1962), les comédies musicales comme Le Pays des jouets (1961), les intrigues avec La Baie aux émeraudes (1964) et les drames avec Calloway le trappeur (1965). Selon Leonard Maltin, le film est « rempli à ras bord d'artifices, des plus simples (les étoiles animées sortant de la tête de Tom lorsqu'il est frappé par une masse de forgeron) aux plus complexes (les arbres chantant et dansant), d'une suite ininterrompue de chansons, mises en scènes dans différents styles pour éviter les redites, et d'une distribution importante évoluant dans les décors les plus colorés jamais conçus par Disney pour un film en prises de vues réelles ». La principale caractéristique du film est surtout d'être la première comédie musicale réalisée par le studio Disney, une forme de galop d'essai avant Mary Poppins (1964),.
Conçu comme un opéra-comique traditionnel, le scénario reste superficiel et le manque de charisme des héros empêche toute empathie de la part des spectateurs. Les méchants n'ont quant à eux pas assez d'envergure : les manigances de Barnaby, le prétendu « vilain » du film, ne comportent aucun élément de réel danger et même la scène supposée être la plus terrifiante (celle des arbres vivants) est « enrobée dans le sucre ». Critiqué pour une caricature du colporteur juif dans Les Trois Petits Cochons (1933), le studio Disney a toutefois présenté de nombreux personnages adorables de juif typique tel que l'Oncle Albert dans Mary Poppins, le chef des pompiers dans Monte là-d'ssus (1961), le juge du concours agricole dans Après lui, le déluge (1963) ou le fabricant de jouer dans Le Pays des jouets (1961) interprété par Ed Wynn.
À « trop vouloir rester dans le duveteux », les producteurs ont oublié, d'après Maltin, d'insuffler la vie, rendant le film artificiel : « chaque élément, gag ou geste semble mécanique, calculé, laissant le spectateur de marbre. » Les meilleurs moments sont dus au duo comique, proche de Laurel et Hardy, formé par Henry Calvin et Gene Sheldon. Pour Jimmy Johnson, le problème n'est pas dû au manque d'inspiration d'Annette Funicello et Tommy Sands mais plutôt un manque de cohérence à tous les niveaux du studio. Pour Dave Smith, le vrai point important du film réside pour le public dans ses effets spéciaux. Ils sont l'œuvre d'Eustace Lycett, Robert A. Mattey, Joshua Meador, Bill Justice et X Atencio. Les soldats mécaniques ont été réalisés par une équipe du studio supervisée par Ward Kimball, animateur du studio et collectionneur de jouets.